# Puritanismo
O puritanismo designa uma concepção da fé cristã desenvolvida na Inglaterra por uma comunidade de protestantes depois da Reforma. Segundo o pensador francês Alexis de Tocqueville, em seu livro A Democracia na América, trata-se tanto de uma teoria política como de uma doutrina religiosa.
O adjetivo "puritano" pode designar tanto o membro deste grupo de calvinistas rigoristas como aquele que é rígido nos costumes,  especialmente quanto ao comportamento sexual (pessoa austera, rígida e moralista).

## História

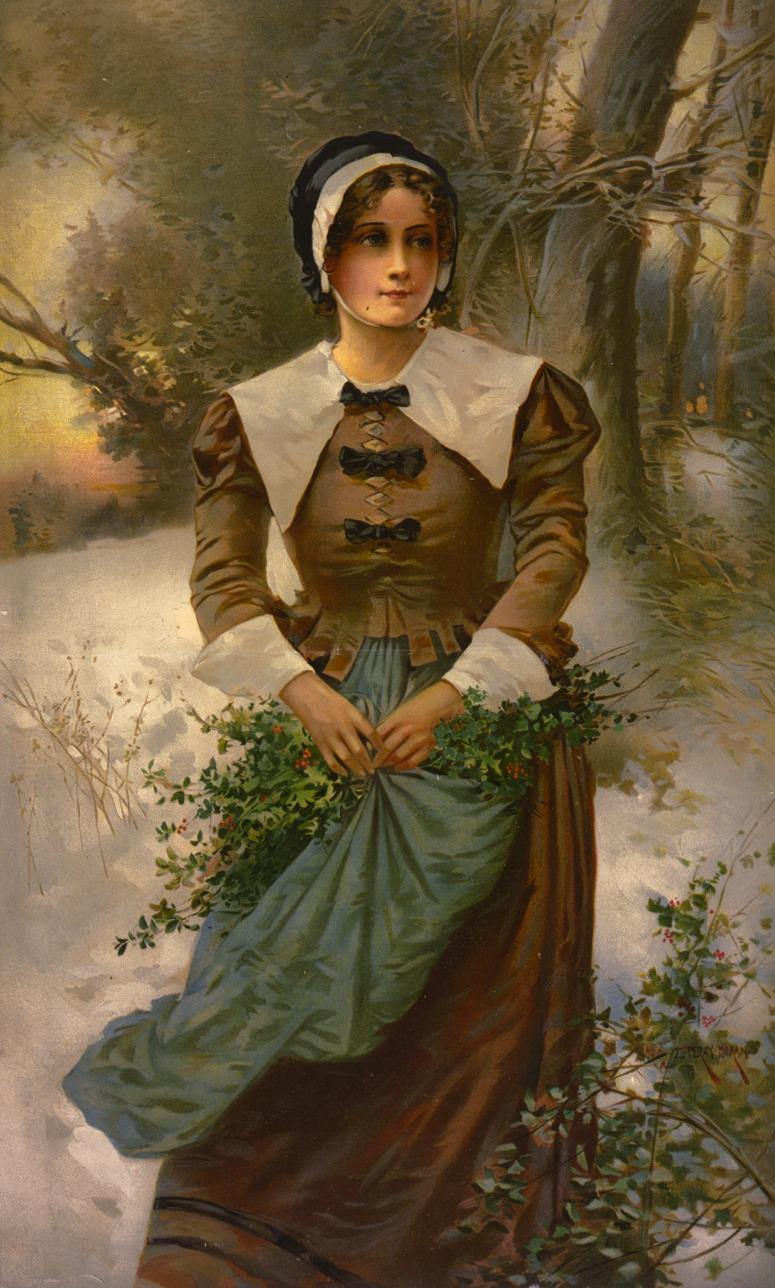
Uma perfeita puritana, por E. Percy Moran (litografia de 1897).

A Revolução Puritana foi um movimento surgido na Inglaterra no século XVII, de confissão calvinista, que rejeitava tanto a Igreja Romana como o ritualismo e organização episcopal na Igreja Anglicana.
As críticas à política da rainha Isabel I partiram de grupos calvinistas ingleses, que foram denominados puritanos porque pretendiam purificar a Igreja Anglicana, retirando-lhe os resíduos do catolicismo, de modo a tornar sua liturgia mais próxima do calvinismo.
Desde o início, os puritanos já aceitavam a doutrina da predestinação. O movimento foi perseguido na Inglaterra, razão pela qual muitos fugiram, em busca de outros lugares com maior liberdade religiosa. Um grupo, liderado por John Winthrop, chegou às colinas da Nova Inglaterra na América do Norte em abril de 1630.

### As origens calvinistas do puritanismo
Quando Calvino ainda vivia em Genebra iniciou-se um conflito entre os católicos, partidários da casa de Sabóia - da qual a cidade era vassala desde 1285 - e os confederados protestantes, que deram mais tarde origens aos grupos huguenotes, na França. Calvino se opôs à Igreja Católica e aos anabatistas.
A variante calvinista do protestantismo seria bem sucedida em países como a Suíça (país de origem), França, Escócia, Países Baixos, África do Sul (entre os Afrikaners), Inglaterra, Escócia e EUA, dando origem a diversas vertentes. 
Os calvinistas ingleses estavam descontentes com a Reforma na Inglaterra, que não teria sido suficientemente drástico - já que muitos elementos do Catolicismo haviam sido preservados no Igreja da Inglaterra - e, assim, romperam com a Igreja Anglicana. 

### Os puritanos não se desenvolviam na Inglaterra
O surgimento do puritanismo está ligado às confusões amorosas do rei Henrique VIII (1509-1547) e à chegada do protestantismo continental à Inglaterra. O movimento puritano, em seus primórdios, foi claramente apoiado e influenciado por João Calvino (1509-1564), que a partir de 1548 passou a se corresponder com os principais líderes da reforma inglesa. Em 1534 foi promulgado o Ato de Supremacia, tornando o rei  “cabeça supremo da Igreja da Inglaterra.” Com a anulação do seu casamento com Catarina de Aragão, tia de Carlos V, o rei Henrique VIII e o parlamento inglês separam a Igreja da Inglaterra de Roma, em 1536, adotando a doutrina calvinista apenas por comodismo. A Reforma, então, teve início na Inglaterra pela autoridade do rei e do parlamento. No ano de 1547, Eduardo VI, um menino muito enfermo, tornou-se rei.
A Reforma protestante avançou rapidamente na Inglaterra, pois o Duque de Somerset, o regente do trono, simpatizava-se com a fé reformada. Thomas Cranmer, o grande líder da Reforma na Inglaterra, publicou o Livro de Oração Comum, dando ao povo a sua primeira liturgia em inglês. Maria Tudor, católica romana, tornou-se rainha em 1553. Assessorada pelo cardeal Reginald Pole, em 1554 ela restaurou a sua religião.
Em 1555, intensificou a perseguição aos protestantes. Trezentos deles foram martirizados, entre eles, o arcebispo de Cantuária, Thomas Cranmer (canonizado pela Igreja Anglicana), e os bispos Latimer e Ridley. Oitocentos protestantes fugiram para o continente, para cidades como Genebra e Frankfurt, onde absorveram os princípios doutrinários dos reformadores continentais. Isabel I ascendeu ao trono aos 25 anos em 1558, estabeleceu o “Acordo Elisabetano,” que era insuficientemente reformado para satisfazer àqueles que logo seriam conhecidos como “puritanos.”
Em seguida, promulgou o Ato de Uniformidade (1559), que autorizou o Livro de Oração Comum e restaurou o Ato de Supremacia. Em 1562, foram redigidos os Trinta e Nove Artigos da Religião, que são o padrão histórico da Igreja da Inglaterra, e a partir de janeiro de 1563, foram estabelecidos pelo parlamento como a posição doutrinária da Igreja Anglicana. Em torno de 1567-1568, uma antiga controvérsia sobre vestimentas atingiu seu auge na Igreja da Inglaterra. A questão imediata era se os pregadores tinham de usar os trajes clericais prescritos. A controvérsia marcou uma crescente impaciência entre os puritanos com relação à situação de uma igreja “reformada pela metade.”
Thomas Cartwright, professor da Universidade de Cambridge, perdeu sua posição por causa de suas pregações sobre os primeiros capítulos do Livro dos Atos dos Apóstolos, nas quais argumentou a favor de um cristianismo simplificado e uma forma presbiteriana de governo eclesiástico.
A primeira igreja presbiteriana foi a de Wandsworth, fundada em 1572. Um pouco antes disso, em 1570, Elisabete fora excomungada pelo Papa Pio V. A morte de Elisabete ocorreu em 1603, e ela não deixou herdeiro. Apenas indicou como seu sucessor James I, filho de Maria Stuart, que já governava a Escócia. Quando o rei foi coroado, os puritanos, por causa da suposta formação presbiteriana do rei, inicialmente tiveram esperança de que sua situação melhorasse. Para manifestar essa esperança, eles lhe apresentaram, quando de sua chegada em 1603, a Petição Milenar, assinada por cerca de mil ministros puritanos, na qual pediam que a igreja anglicana fosse completamente “puritana” na liturgia e administração.
Em 1604, encontram-se com o novo rei na conferência de Hampton Court para apresentar seus pedidos. O rei ameaçou “expulsá-los da terra, ou fazer pior,” tendo dito que o presbiterianismo “se harmonizava tanto com a monarquia como Deus com o diabo”. Carlos I, opositor dos puritanos, foi coroado rei da Inglaterra em 1625. Já em 1628, William Laud tornou-se bispo de Londres (em 1633 foi nomeado Arcebispo de Cantuária) e empreendeu medidas severas para eliminar a dissidência da Igreja Anglicana. Ele buscou instituir práticas cerimoniais consideradas “papistas,” além de ignorar a justificação pela fé, por causa de suas ênfases pelagianas, oprimindo violentamente os puritanos e forçando-os a emigrarem para a América.
Em 1630, John Winthrop liderou o primeiro grande grupo de puritanos até a baía de Massachusetts e, em 1636, foi fundado o Harvard College. Laud tentou impor o anglicanismo na Escócia, só que isto degenerou num motim que serviu para aliar puritanos e escoceses calvinistas. Em 1638, os líderes escoceses reuniram-se numa “Solene Liga e Aliança” e seus exércitos marcharam contra as tropas do rei, que fugiram.
No ano de 1640,o parlamento restringiu o poder do rei Carlos I. As emigrações para a Nova Inglaterra estacionaram consideravelmente. A Assembleia de Westminster, assim chamada por reunir-se na Abadia de Westminster, templo anglicano de Londres, foi convocada pelo parlamento da Inglaterra em 1643 para deliberar a respeito do estabelecimento do governo e liturgia da igreja e “para defender a pureza da doutrina da Igreja Anglicana contra todas as falsas calúnias e difamações”.
É considerada a mais notável assembleia protestante de todos os tempos, tanto pela distinção dos elementos que a constituíram, como pela obra que realizou e ainda pelas corporações eclesiásticas que receberam dela os padrões de fé e as influências salutares durante esses trezentos anos.

### A Assembleia de Westminster
A Assembleia de Westminster caracterizou-se não somente pela erudição teológica, mas por uma profunda espiritualidade. Gastava-se muito tempo em oração e tudo era feito em um espírito de reverência. Cada documento produzido era encaminhado ao parlamento para aprovação, o que só acontecia após muita discussão e estudo. Os chamados "Padrões Presbiterianos" elaborados pela assembleia foram os seguintes: 
1. Diretório do Culto Público: concluído em dezembro de 1644 e aprovado pelo parlamento no mês seguinte. Tomou o lugar do Livro de Oração Comum. Também foi preparado o Saltério: uma versão métrica dos Salmos para uso no culto (novembro de 1645).
2. Forma de Governo Eclesiástico: concluída em 1644 e aprovada pelo parlamento em 1648. Instituiu a forma de governo presbiteriana em lugar da episcopal, com seus bispos e arcebispos.
3. Confissão de Fé: concluída em dezembro de 1646 e sancionada pelo parlamento em março de 1648.
4. Catecismo Maior e Breve Catecismo: concluídos no final de 1647 e aprovados pelo parlamento em março de 1648.
Como consequência do auxílio dos escoceses, as forças parlamentares derrotaram o rei Carlos I, que foi decapitado em 1649.
O comandante vitorioso, Oliver Cromwell, assumiu o governo. Porém, em 1660, Carlos II subiu ao trono e restaurou o episcopado na Igreja da Inglaterra. Teve início nova era de perseguições contra os presbiterianos.
Na Escócia, a assembleia geral da Igreja da Escócia adotou os Padrões de Westminster logo que foram aprovados, deixando de lado os seus próprios documentos de doutrina, liturgia e governo que vinham da época de John Knox. A justificativa era o desejo de maior unidade entre os presbiterianos das Ilhas Britânicas. Da Escócia, esses padrões foram levados para outras partes do mundo.

## Consequências
O puritanismo não conseguiu substituir as estruturas de plausibilidade que o anglicanismo ofereceu à nação inglesa. As estruturas sociais anglicanas permaneceram. Apenas para uma pequena e influente minoria esta situação não era satisfatória, e esse grupo era o dos puritanos, que travaram vigorosas e infrutíferas batalhas com o governo político-religioso da Inglaterra. Em todos esses eventos, o apoio de Calvino foi influente na tentativa de levar sua doutrina a uma nação cujos laços com Roma haviam sido cortados apenas pela vaidade de um rei.
A doutrina calvinista é hoje largamente professada entre os fiéis anglicanos, e nela sobraram apenas traços da liturgia do catolicismo.
Muitos dos puritanos fugiram para países como os EUA, onde introduziram o presbiterianismo oriundo da reforma calvinista da Igreja da Escócia.